# Танабе (город)
Танабэ (яп. 田辺市 Танабэ-си) — город в префектуре Вакаяма, Япония.
Население 85 589 чел. (2006), площадь города 136,42 км². Статус большого города был получен 20 мая 1942.
Танабе лежит на берегу океана и окружён горами. Через Танабе проходят тропы Кумано-кодо, по которым паломники направлялись к синтоистским святыням Кумано от берега океана.
Жители города занимаются рыболовством, отлавливая преимущественно сирасу. Выращиваются цитрусовые. С целью привлечения туристов организован большой пляж Оохама.

## Известные жители
Танабэ — место рождения Морихэя Уэсибы, основателя айкидо, одного из видов боевых искусств и самодисциплины.
Известный самурай по имени Бэнкэй (яп. 弁慶) был также родом из Танабе.